# Terence Tengue
Terence Tengue, född 26 oktober 2005, är en centralafrikansk simmare.

## Karriär
Vid kortbane-VM 2021 i Abu Dhabi slutade Tengue på 99:e plats på 50 meter frisim. Han skulle därefter tävlat vid både VM 2022 i Budapest och kortbane-VM 2022 i Melbourne, men kom inte till start i någon av tävlingarna. Vid VM 2023 i Fukuoka slutade Tengue på 119:e plats på 50 meter frisim. Vid afrikanska spelen 2023 i Accra, som arrangerades 2024, tävlade han i både 50 och 100 meter frisim. Vid VM 2024 i Doha slutade Tengue på 116:e plats på 50 meter frisim.
Tengue tävlade för Centralafrikanska republiken vid olympiska sommarspelen 2024 i Paris, där han blev utslagen i försöksheatet på 50 meter frisim och slutade på totalt 73:e plats. Tengue var även landets fanbärare tillsammans med Nadia Guimendego vid invigningsceremonin.